# Ernst Formes

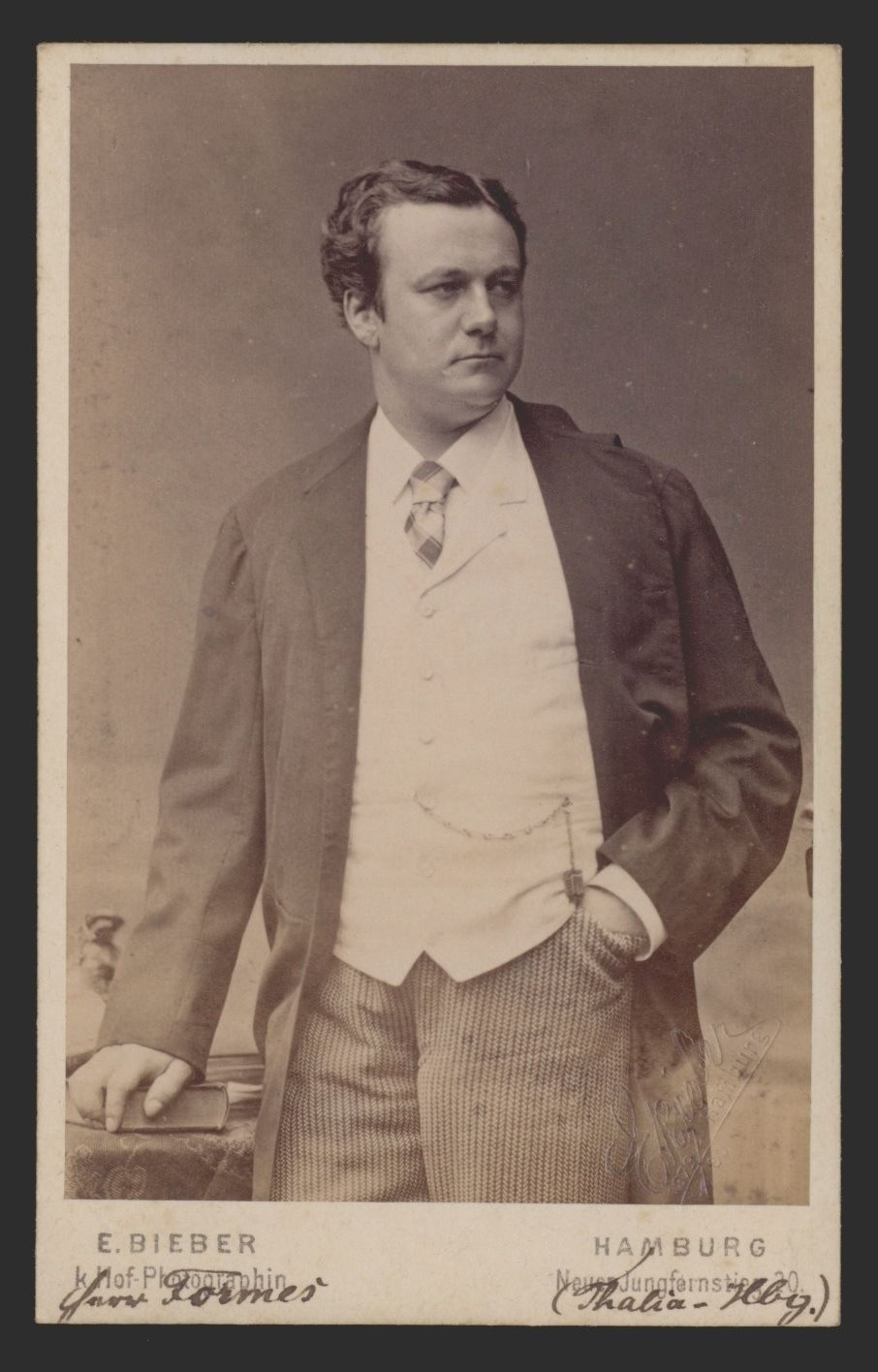
Ernst Formes

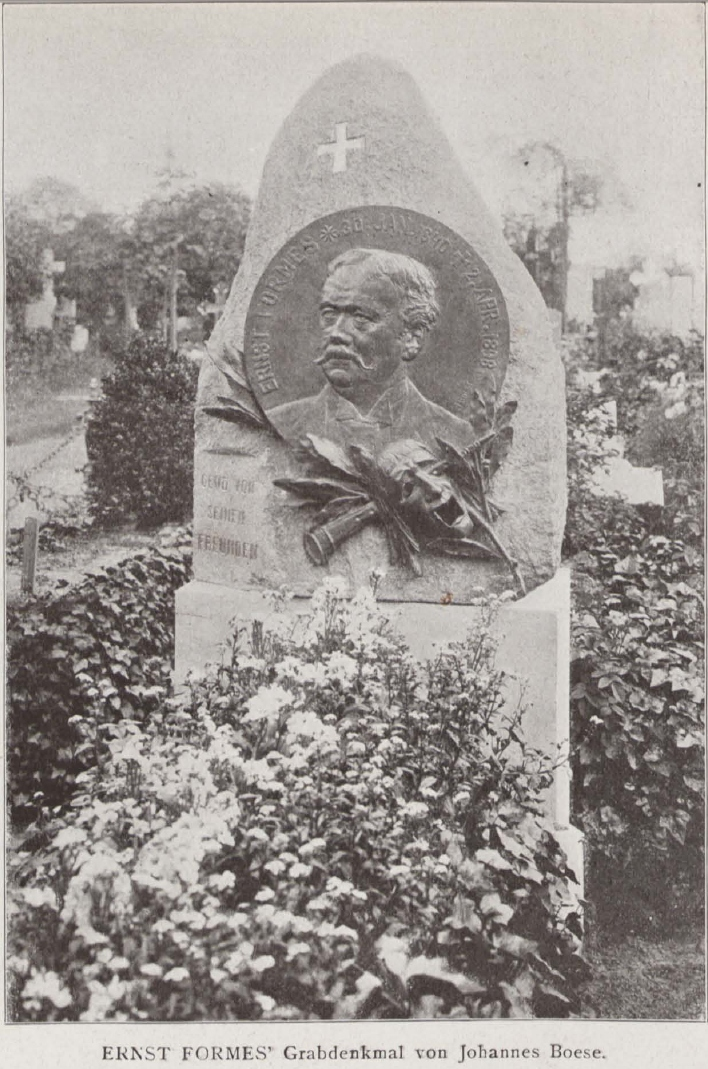
Das Grabmal von Ernst Formes in Berlin mit einem Porträtrelief des Bildhauers Johannes Boese. Foto von 1899.

Ernst Formes (* 30. Januar 1841 in Mülheim am Rhein; † 2. April 1898 in Berlin) war ein deutscher Schauspieler.

## Leben
Ernst Formes, Sohn von Karl Formes und Neffe von Theodor Formes und Auguste Formes sowie Wilhelm Formes, verlebte seine Kindheit in Wien, ging von Karlsruhe aus, wo er das Polytechnikum besuchen sollte, 1858 gegen den Willen der Eltern zu einer Schauspielertruppe und führte ein Wanderleben, bis er in Stettin und dann 1860 in Wiesbaden (Debütrollen: „Kosinsky“ und „Didier“) ein festes Engagement bekam.
Von 1862 bis 1863 war er Mitglied des Stadttheaters zu Breslau, von 1863 bis 1865 unter Direktor Karl Treumann in Wien am Treumann- und Carltheater, von 1865 bis 1867 am Hoftheater zu Wiesbaden, 1868 in Berlin an der Krolloper und von 1869 bis 1877 Wallner-Theater engagiert, wo er sofort die allgemeine Gunst des Publikums gewann.
Nach vorübergehendem Engagement am Dresdener Hoftheater ging Formes 1878 an das Hamburger Thalia-Theater. Sein Feld war die Posse; die Gestalten, welche ihm am besten gelangen, waren Gecken und Bonvivants; aber auch ernste und gemütvolle Volkscharaktere fanden in ihm einen vorzüglichen Darsteller.
Am 21. Januar 1898 spielte er den „Unteroffizier“ im Veilchenfresser. Nach dieser Vorstellung brach er unerwartet zusammen und wurde in die Bergmannsche Klinik gebracht, wo er am 2. April 1898 im Alter von 57 Jahren starb.
Seine Grabstätte befindet sich auf dem Alten Domfriedhof der St.-Hedwigs-Gemeinde an der Liesenstraße in Berlin. Das verschollene bronzene Porträttondo am Grabstein stammte von dem Bildhauer Johannes Boese.
Seine Tochter war die Schauspielerin Margarethe Formes.